# Riekiella murrilla
Riekiella murrilla är en tvåvingeart som beskrevs av Kelsey 1987. Riekiella murrilla ingår i släktet Riekiella och familjen fönsterflugor. Inga underarter finns listade i Catalogue of Life.